# Pamirosa kudratbekovi
Espèce
Pamirosa kudratbekovi est une espèce d'araignées aranéomorphes de la famille des Lycosidae.

## Distribution
Cette espèce est endémique du Haut-Badakhchan au Tadjikistan. Elle se rencontre vers le col Akbaital.

## Description
Le mâle holotype mesure 8,2 mm et la femelle paratype 8,0 mm.

## Systématique et taxinomie
Cette espèce a été décrite par Fomichev, Omelko et Marusik en 2024.

## Étymologie
Cette espèce est nommée en l'honneur d'Uvaido Kudratbekov.

## Publication originale
- Fomichev, Omelko & Marusik, 2024 : « Pamirosa gen. nov., unexpected record of Artoriinae (Araneae, Lycosidae) from the rooftop of Pamir, Central Asia. » Zoosystematics and Evolution, vol. 100, no 3, p. 1005-1015.